# Angerona nigrilineata
Angerona nigrilineata är en fjärilsart som beskrevs av Edward Alfred Cockayne 1952. Angerona nigrilineata ingår i släktet Angerona och familjen mätare. Inga underarter finns listade i Catalogue of Life.